# Génomique de la domestication
La génomique de la domestication est l'étude des modifications du génome des animaux et des plantes domestiqués par les humains, qui ont modifié leur morphologie et leurs gènes afin d'obtenir des caractères plus recherchés. La domestication implique la sélection de traits spécifiques au fil du temps, ce qui conduit à des modifications génétiques, la science de la génomique permet d'identifier les gènes qui sont modifiés au cours de cette période de sélection artificielle à travers un génome entier. 